# Diw

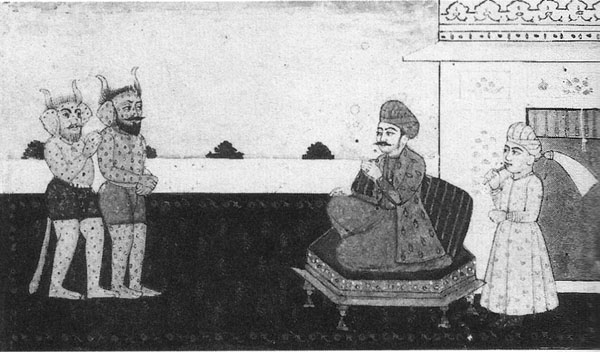
Zwei Divs flehen Tahmorath, den „Dewenbändiger“ an, sie leben zu lassen. Aus einer gekürzten Prosafassung des Schāhnāme aus Kaschmir (18. Jh.)

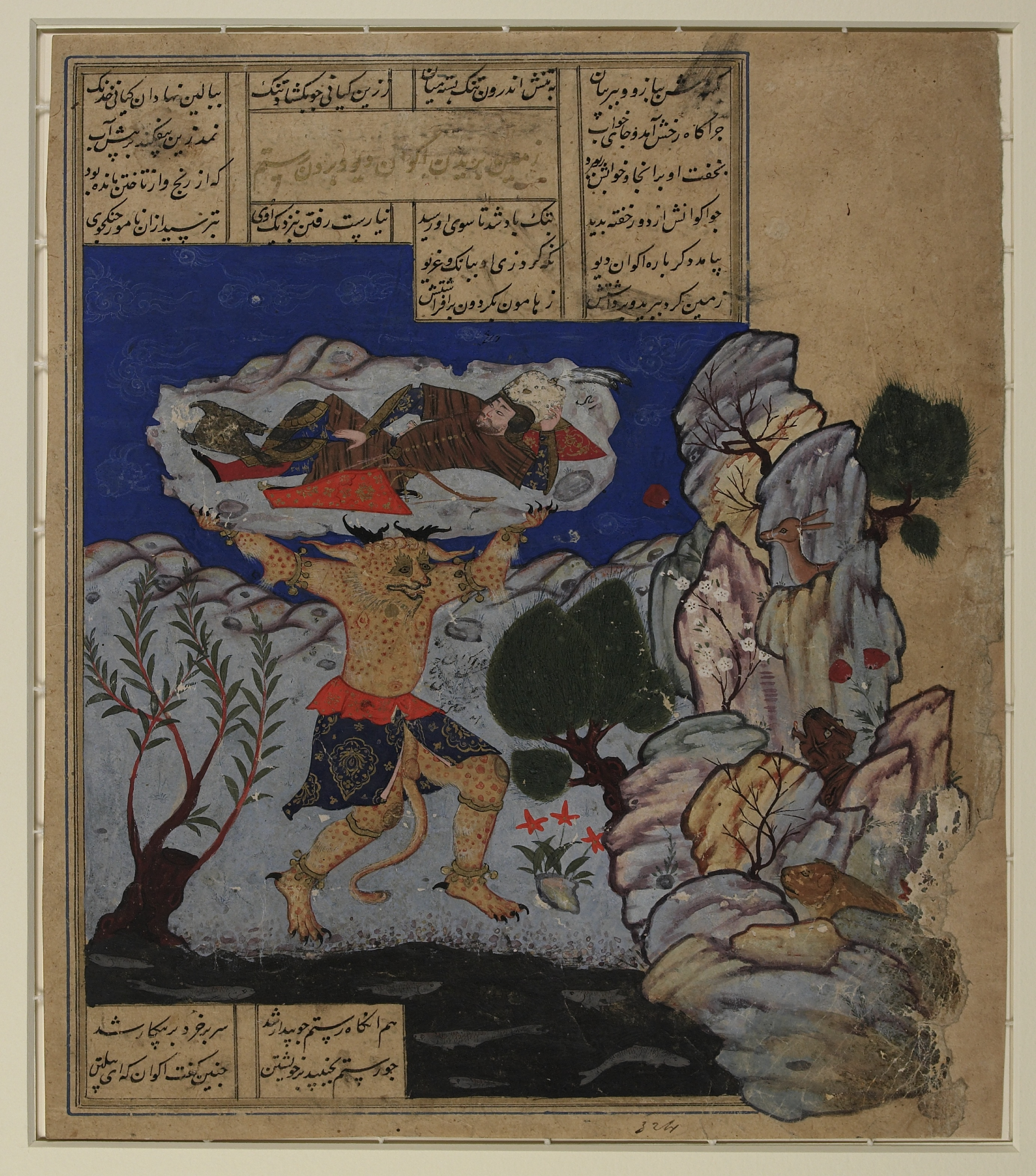
Szene aus dem Schāhnāme: Akwān-e Dīw wirft Rostam ins Meer.

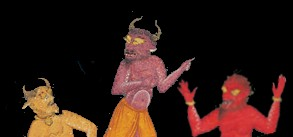
Diw-Illustration aus dem 16. Jahrhundert. In: Ahsan-ol-Kobar. Golestanpalast, Teheran

Ein Diw (auch Div, Dev oder Dew) ist ein Wesen aus der iranischen Mythologie. Diwe (auch Diws, Divs, Dive oder Dewe) kommen als Gegner von Helden, Königen und Heiligen vor. Sie gelten grundsätzlich als böse und treten in unterschiedlichen Gestalten auf, sind meistens mit Hörnern und Klauen ausgestattet und verfügen über übernatürliche Fähigkeiten. Sie sind vergleichbar mit den mittelalterlichen christlichen Dämonen und mythologischen Riesen.

## Iranischer Ursprung
Bei den avestischen Daeva handelt es sich um abzulehnende Götter, die im Laufe der Zeit verteufelt wurden. Der Ausdruck Diw ist eine Weiterentwicklung von Daeva und erscheint zunehmend als Personifikation einer bösen Gestalt. Die wohl älteste bekannte Verwendung von Diw im Zusammenhang mit islamischen Glaubensvorstellungen findet sich bei Al-Bal'ami (gest. 992–997 n. Chr.). Bekannter wurden sie durch die Geschichten des Schahnameh, dort tauchen sie wiederholt als Gegner von Helden und Königen auf.
Die anthropomorphe Darstellung der Diw lässt auf einen realen Ursprung schließen, nämlich auf feindliche Könige aus Mazandaran und Tabaristan, deren Bewohner auch „weiße Dämonen“ genannt wurden, von Firdausi jedoch als übernatürliche Wesen und Nachkommen Ahrimans dargestellt werden. Historikern ist unklar, in welchen heutigen Gebieten die beiden alten Regionen praktiziert wurden. Es gibt ein Gebiet im Iran, das als Mazandaran bekannt ist und südlich des Kaspischen Meeres liegt, aber einige Wissenschaftler sind der Meinung, dass diese Region möglicherweise in Indien lag und der Name nur übertragen wurde. Andere meinen, das Land Mazandaran im Schāhnāme sei fiktiv.

## Auftreten in Schāhnāme
Das erste Erscheinen und damit die ersten Auseinandersetzungen mit den Divs gehen auf die Regentschaft der ersten beiden Könige der persischen Mythologie zurück. Die erste Auseinandersetzung wird in der Geschichte um Sijamak (Sohn von Kajumars), geschildert, welcher vom Schwarzen Dämon, dem Sohn Ahrimans getötet wird: 

„Der schwarze Unhold zuckt eine Krall',
Und brachte des Fürsten Gestalt zu Fall.
Des Schahsohns Leib warf er an den Grund,
Und macht' ihm mit Klauen die Weichen wund.
Vom grimmigen Feind des Lebens beraubt
Sijamek, und das Volk ohne Haupt.“

## Im Kontext islamischen Glaubens
Im Mittelalter glaubten viele Muslimen, die Welt sei schon vor Adam bewohnt gewesen. In diesem Zusammenhang listet Abu Ali Bal'ami mehrere übernatürliche Wesen auf, die Allah vor den Menschen erschaffen hatte. Zuerst wurden die Dämonen (Diw) erschaffen, anschließend die Feen (Pari), dann die Engel und schlussendlich die Dschinn. Daraufhin sandte Allah Iblis als einen Richter über die Dschinn und Dämonen. Al-Bal'ami führt diese Erzählung auf Wahb ibn Munabbih und Mohammed zurück. At-Tabarī erwähnt allerdings lediglich die Dschinn als Vorgänger der Menschen.
Die Popularität und weitgehende Akzeptanz der Diwen als ehemalige Herrscher der Welt lässt sich mitunter durch Edward Smedley (1788–1836) belegen, der die vor-adamitische Geschichte der Diw als arabisch-persische Legende der Muslime festhielt.

Die Diw seien nicht ausgelöscht, aber doch seit der Sintflut verbannt und existierten in einer Liminalität zwischen der physischen und metaphysischen Welt. Der iranischen Vorstellung der Daeva folgend, sind Diw nicht ausschließlich von Allah als Dämonen erschaffen worden, sondern auch die Seele eines bösartigen Menschen kann sich nach dem Tod in einen Diw verwandeln.

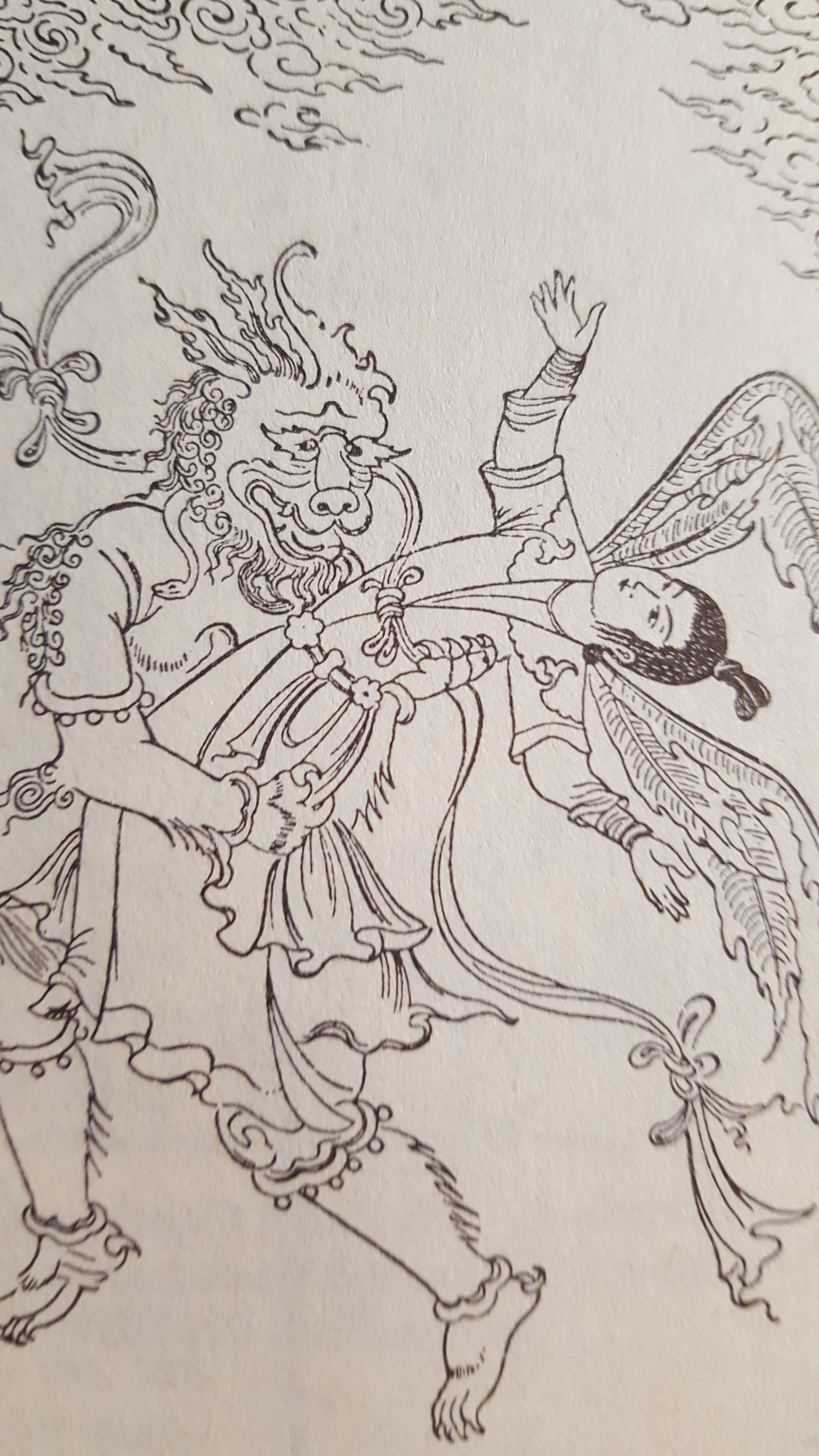
Diw, Dämon aus der Hölle, entführt eine Peri oder einen Engel. Persische Zeichnung aus dem 16. Jahrhundert

In der Adab-Literatur werden die Diw mit der al-nafs al-ammarah assoziiert und personifizieren menschliche Laster. Der Prophet Salomo, in der islamischen Kultur als Dämonenbändiger bekannt, wird als Analogie für die Beherrschung der eigenen Laster (Diw) verwendet.

## Türkische Volksliteratur
In Kisekbasch Destani (Epos des abgeschnittenen Kopfes), einem Sufi-Epos aus dem 13. oder 14. Jahrhundert, begegnet ʿAlī ibn Abī Tālib einem abgetrennten Kopf, der noch immer den Koran rezitieren kann. Dieser berichtet von einem Diw, der ihn von seinem Körper getrennt, seine Frau entführt und sein Kind verschlungen habe. Ali begibt sich daraufhin in die Unterwelt um den Diw zu erschlagen, uns stellt fest, dass der Diw noch 500 weitere Sunniten gefangen hält. Im Kampf erschlägt Ali den Diw, befreit die Gefangenen, rettet das verschlungene Kind und bringt den abgeschlagenen Kopf mit Mohammeds Hilfe wieder zum Leben.

## Beschreibung im Volksglauben
Im Volksglauben werden die Diwen ebenfalls gefürchtet. Sie sind meistens nachts aktiv, da die Dunkelheit ihre Macht verstärkt. Schwankende Temperaturen oder Gestank kündigen ihre Ankunft an. Diwen verursachen Krankheiten und Albträume. Manche von ihnen können zaubern. Diwen können ferner mit einer Berührung Lebewesen in Statuen verwandeln oder töten. Seine Seele bewahrt der Diw in einer Flasche, einem Tier oder einem Gegenstand auf, der zerstört werden muss, um den Diw zu töten. Dann löst sich der Diw in Luft auf. Verschont der Bezwinger den Diw sein Leben, kann er ihn zu seinen Sklaven machen. Dazu muss er einen Ring am Körper des Diws befestigen. Seiner verkehrten Natur folgend, tut der Diw allerdings meistens das Gegenteil von dem, was von ihm verlangt wird.
Manche Diws haben sich Iblis, dem höchsten der Satansgeister im islamischen Glauben, angeschlossen und wurden mit ihm in die Hölle verbannt. Andere wandern noch immer in verlassenen Gegenden der Erde umher, als Quelle von Leid und Pein für sich selbst und den Menschen.